# 下乌劳尔
下乌劳尔（西班牙語：Urraúl Bajo）是西班牙纳瓦拉的一个市镇。总面积60平方公里，总人口269人（2001年），人口密度4人/平方公里。